# Bernard Kouchner
Bernard Kouchner, född 1 november 1939 i Avignon, är en fransk läkare och politiker. Han var Frankrikes utrikesminister 18 maj 2007–14 november 2010.
Kouchner är son till en judisk far, som också var läkare, och en protestantisk mor. Han växte upp i Paris förorter, tog läkarexamen 1964 och specialiserade sig inom gastroenterologi.
Efter att Biafra förklarade sig självständigt 1967 bröt inbördeskriget i Nigeria ut. Kouchner och runt 50 medicinarkollegor reste till Biafra sommaren 1968 inom ramen för internationella röda korset, i syfte att hjälpa civilbefolkningen. Denna insats ledde till att organisationen Groupe d'Intervention Medical et Chirurgical d'Urgence (GIMCU) bildades. 20 december 1971 bildades Läkare utan gränser genom att GIMCU och en annan organisation (Secours Medical Français) slogs ihop, och Kouchner blev organisationens första direktör. 1979 lämnade han Läkare utan gränser efter att ha varit oense med organisationen kring hanteringen av vietnamesiska båtflyktingar. I mitten av 1980-talet deltog han i bildandet av Läkare i världen.
Kouchner har tidigare varit statssekreterare samt tre gånger hälsominister (1992–1993, 1997–1999, 2001–2002) i socialistiska regeringar. Trots detta utsåg Nicolas Sarkozy, som tillhör det konservativa partiet UMP, Kouchner till utrikesminister den 16 maj 2007. Efter utnämningen till utrikesminister uteslöts Kouchner ur det socialistiska partiet. Han avgick från denna post den 13 november 2010.